# Prinz Kuckuck
Prinz Kuckuck ist ein deutscher Stummfilm aus dem Jahr 1919 von Paul Leni mit Conrad Veidt in der Hauptrolle.

## Handlung
Einst hatte der als exzentrisch geltende Millionär Jeremias Kraker den jungen Henry Felix adoptiert. Doch dieser zeigt sich als in jeder Hinsicht zügellos und verschwenderisch. Eines Tages ist der alte Kraker tot und hinterlässt all seine Habe Henry. Krakers Neffe Carl und die Kraker-Nichte Berta fühlen sich um ihr Erbe betrogen und sind nicht bereit, Krakers letzten Willen einfach so hinzunehmen. Vielmehr fordern sie von „Prinz Kuckuck“, der sich in ihren Augen im wohligen Nest der wohlhabenden Krakers breit gemacht hat, ihren Anteil.
Besonders Carl zeigt sich als äußerst hartnäckig dabei, seine Ansprüche gegenüber dem Kuckucksverwandten Henry geltend zu machen. Er täuscht Freundschaft und Vertrautheit vor, wird Henrys ständiger Begleiter und will ihn zu sexuellen Ausschweifungen verführen, die ihn direkt in den gesellschaftlichen Abgrund führen sollen. Als all seine Unternehmungen nicht das gewünschte Ergebnis bringen, verübt Carl einen heimtückischen Mordanschlag auf Henry. Das Attentat hat keinen Erfolg, vielmehr kommt dabei Carl selbst ums Leben. Henry hingegen kehrt zu seinen alten Gewohnheiten zurück und verprasst in vollen Zügen sein Erbe.

## Produktionsnotizen
Der fünfaktige Film mit einer Länge von 2713 Metern wurde im Juni 1919 gedreht und passierte drei Monate darauf die Zensur. Die Uraufführung des Films fand am 11. September 1919 im Leipziger Königspavillon statt, am 25. September 1919 war im Marmorhaus die Berliner Premiere.
Der Dramatiker Georg Kaiser bearbeitete mit seinem Drehbuch eine Romanvorlage von Otto Julius Bierbaum, dem zwischen 1906 und 1908 erschienen Dreibänder Prinz Kuckuck. Leben, Taten, Meinungen und Höllenfahrt eines Wollüstlings.
Die Filmbauten stammen von Karl Machus und Otto Moldenhauer. Sie ließen in Babelsberg eine ganze Lagunenstadt entstehen. Für Moldenhauer und Margarete Schlegel, die hier eine Nebenrolle spielt, waren dies die ersten Filmverpflichtungen.

## Kritiken
Die Lichtbild-Bühne urteilte: „Es ist wohl nicht übertrieben, wenn man bei diesem Werk Paul Leni als den Reinhardt des Films anspricht, den Film ‚Prinz Kuckuck‘ selber jedoch als das Stärkste, was deutsche Filmkunst bisher geschaffen hat. Wenn irgendwo, dann wurde hier die Brücke geschaffen, die uns wieder der internationalen Geltung auf dem Weltmarkt zuführen wird. Kein noch so nationalistisch oder antideutsch gerichtetes Herz im Ausland dürfte sich diesem Werk verschließen können. (...) Diese Massenszenen zeigen vielleicht die stärkste Begabung des Maler-Regisseurs Leni. Bilder wie die Pariser Vergnügungsstätten, wie der Karneval in Venedig, zeugen von einem ganz genialen Blick für das Wesentliche solcher Effekte. Und nicht minder weiß Leni die Feinheiten zartester Naturbilder, Wolken und Seestimmungen von seltenem Reiz für seine Zwecke festzuhalten. Hohes Lob gebührt hier der Photographie Karl Hoffmanns. Es werden Gebirgs- und Seebilder von unvergeßlicher Schönheit und einem durch und durch künstlerischen Erfassen der filmplastischen Wirkung gezeigt, so daß der Zuschauer schließlich vor einem Wirbel immer neuer verblüffend schöner oder charakteristischer Bilder sitzt und nur den Wunsch hat, alles gleich nochmals zu sehen, um es ganz in sich aufnehmen zu können. Und dieser Wunsch, der unbedingt jeden erfüllt, der den Film sieht, enthält eigentlich die ganze Kritik dieses Werkes und ist beredter als jedes Lob es sein könnte..“
In Der Kinematograph war zu lesen: „In aller Stille hat sich ein Werk vollendet, das abseits steht von dem, was die Kinematographie bisher geschaffen hat. Nicht nur die deutsche, sondern die Kinematographie. (…) Der literarische Film, die Sehnsucht aller derjenigen, die in der Lichtspielkunst mehr als nur die Unterhaltung sehen, war bisher nicht Erfüllung, es blieb bei Versuchen, die der Literatur schadeten und dem Film nicht nützten. Und den Bekennern zur literarischen Note im Film schien es als ein Unternehmen von mehr als zweifelhaftem Wert und Erfolg, Bierbaum sehr stark mit dem Film verquickt zu sehen. Wie ganz anders stellt sich nun aber die Frucht der Arbeit dar! Neue Perspektiven! Jetzt haben wir es: Nicht die inhaltlich sklavische Wiedergabe kann die psychologischen Feinheiten des literarischen Werkes auf die Leinwand zaubern, die technische Seite, das rein Bildhafte ist die Hauptsache, und beide ermöglichen den Genuß des Psychologischen im Film. Dennoch bleibt die Spannung vorhanden, dennoch die dramatische Handlung von unerhörter Wirkung. (…) Dieser Mann ist Paul Leni, der Maler-Regisseur. Er zwingt alle technischen Filmmöglichkeiten unter seinen Bann, wie er den Betrachter zwingt, ihm in Begeisterung zu folgen. Das ist ein neues Prinzip, herausgewachsen aus der selbstschöpferischen Idee, nicht jene konstruierte Idee, die immer nach der Studierstube aussieht, sondern jene Idee, der nach dem Dichterwort der göttliche Funke innewohnt. (...) Für die deutsche Industrie bedeutet dieser Film das goldene Blatt in dem Buch seiner Geschichte.“